# Megaceria pagana
Megaceria pagana là một loài tò vò trong họ Ichneumonidae.